# Gino & Geno
Gino & Geno foi uma dupla sertaneja do Brasil que iniciou sua carreira na década de 1970 formada por Gino, nome artístico de Sebastião Ribeiro de Almeida (Itapecerica, 27 de janeiro de 1946), e Geno, nome artístico de Mauro "Avante" Gonçalves Pereira (Brasil, c. 1950). Anteriormente, Geraldo Alves dos Santos (Itapecerica, 5 de julho de 1951) utilizava o nome artístico de Geno.
Seu repertório inclui música sertaneja, música country, xotes e samba com letras bem humoradas e ritmos dançantes e animados.
No passado, o maior sucesso da  dupla foi "As Águas do São Francisco".
A dupla se separou em 2019 após desentendimentos entre os dois parceiros.

## Carreira

### Formação original
Pensaram em parar de cantar e a dupla teve uma pausa, e segundo os mesmos, foi graças ao cantor Rick, que propôs produzir a dupla, e trazer de volta a dupla Gino & Geno que dispararam nas paradas de sucesso no ano de 2001. Voltaram à ativa fazendo mais sucesso que no passado, chegando a gravar, inclusive, dois DVDs, sendo o CD e DVD Gino & Geno Ao Vivo em Presidente Prudente, lançado em 10 de abril de 2006, listado entre os 20 mais vendidos do Brasil.
Nos anos 2000, Gino e Geno reiniciaram com os hits "Ela Chorou de Amor" e "Coração Cigano", que contou com a participação da dupla Rick & Renner. Outros sucessos são, entre outros, "Mulher Que Não Dá Voa", "Eu Vou Beber Veneno", "Bebo Pra Carai", "Eu já fui de você", "Que Bicho Que É", "Acidente de Amor", "Ela Chorou de Amor" e "A Galera do Chapéu", além de gravar uma música em homenagem para a padroeira do Brasil Nossa Senhora Aparecida.
Em 2016, a dupla lançou Tô Bonito ou Não Tô?, o 26º álbum de carreira.

### Nova Formação
Em janeiro de 2019, sua formação original se desfez com a aposentadoria de Geraldo Alves dos Santos, o antigo Geno, aos 72 anos.
Foi substituído por Mauro Gonçalves Pereira, conhecido como Mauro Avante, que assumiu a nova posição na dupla. A faixa "Cuiabana" foi o primeiro trabalho lançado pela dupla. Posteriormente, lançaram "Vou Morrer Bebendo", com participação de Rick & Rener, e "Minha Fonte", com participação de Rionegro & Solimões.
No mês seguinte, Geraldo entrou na justiça para tentar impedir que a nova dupla seguisse na estrada usando o nome "Gino & Geno". A Justiça determinou que Sebastião e Mauro podem usar nome da dupla.
Depois da separação da dupla, Gino se mudou para uma pequena cidade do interior de São Paulo chamada Nantes.

## Discografia

### Álbuns de estúdio
- 1970 Nº1 - Gino & Geno
- 1972 Irmãos Boiadeiros - Gino & Geno
- 1974 Volume 3 - Gino & Geno
- 1976 Gino, Geno & Elias Filho
- 1978 Serra da Mantiqueira - Gino & Geno
- 1980 O Sorriso da Mulher Goiana - Gino & Geno
- 1981 Gino, Geno & Mangabinha
- 1982 As Águas do São Francisco - Gino & Geno
- 1983 Os Xonados - Gino & Geno
- 1984 Quatro Tipos de Mulher - Gino & Geno
- 1985 Vou Gastar o Barão - Gino & Geno
- 1985 Blusa Amarela - Gino & Geno
- 1988 Jóia de Ouro - Gino & Geno
- 1989 Procurando Treta - Gino & Geno
- 1991 Meu Chacundum - Gino & Geno
- 1994 Decisão - Gino & Geno
- 1997 O Melhor de Gino & Geno
- 1997 Chapéu de Palha - Gino & Geno
- 2000 Coração Cigano - Gino & Geno
- 2002 Ela Chorou de Amor - Gino & Geno
- 2003 Agora é Só Alegria - Gino & Geno
- 2004 Gino & Geno - Ao Vivo
- 2005 A Galera do Chapéu - Gino & Geno
- 2006 A Galera do Chapéu - Ao Vivo - Gino & Geno
- 2007 Canto, Bebo e Choro - Gino & Geno
- 2008 Nóis Enverga Mais Não Quebra - Gino & Geno
- 2009 Pode Chamar Nóis - Gino & Geno
- 2010 É Show - Gino & Geno
- 2011 40 Anos: Te Entregando o Coração - Gino & Geno
- 2012 Na Estrada: É Show - Ao Vivo Em Itumbiara - Gino & Geno
- 2014 "Participação Especial 01" - Gino & Geno
- 2014 "Participação Especial 02" - Gino & Geno
- 2016 Tô Bonito ou Não Tô? - Gino & Geno
- 2019 Cuiabana - Gino & Geno
- 2019 Minha Fonte- Gino & Geno
- 2019 Vai Morrer Bebendo  - Gino & Geno
- 2020  Garçom - Gino e Geno

### Álbuns ao vivo e DVDs
- 2004 Gino & Geno - Ao Vivo
- 2006 A Galera do Chapéu - Ao Vivo - Gino & Geno
- 2012 Na Estrada: É Show - Ao Vivo Em Itumbiara - Gino & Geno